# Direct Action Network
Direct Action Network (DAN), en español Red Acción Directa, fue una confederación de organizaciones anarquistas y afines formada para coordinar la movilización contra la OMC en Seattle, (Washington, E.U.) en 1999; en donde tuvieron un papel protagonista tanto por las acciones llevadas a cabo como por la forma de organización. Fueron los integrantes de la DAN quienes propusieron que en vez de solo hacer una manifestación contra la Cumbre de la OMC, también se impidiera la realización de la misma cumbre, objetivo que lograron junto con otras organizaciones y grupos.
Inmediatamente después de Seattle, importantes capítulos de la DAN formaron la Red Acción Directa Continental, Continental Direct Action Network (CDAN),  para expandir las secciones en 12 ciudades de los Estados Unidos y Canadá. La CDAN adoptó los principios de unidad basándose en los de Acción Global de los Pueblos. 
Las secciones regionales de esta Red Acción Directa estaban formadas por grupos de afinidad autónomos que coordinaban acciones por medio de asambleas usando la delegación y la toma de decisiones por consenso.
Aparte de sus actividades en Seattle, la DAN tuvo un papel determinante en las siguientes protestas/movilizaciones:
- Protestas contra el FMI/Banco Mundial, abril 8-17, 2000
- Protestas contra la Convención Nacional Republicana, Filadelfia, 29 de julio de 2000
- Protestas contra la Convención Nacional Demócrata, Los Ángeles, 11 de agosto de 2000
- Protestas ante la toma del poder de George W. Bush, Washington D. C., 11 de agosto de 2001
- Protestas contra el Foro Económico Mundial, Ciudad de Nueva York, febrero de 2002

Justo después de los ataques terroristas del 11 de septiembre, la Red comenzó a decaer. Su última gran movilización fue en la Ciudad de Nueva York (NYC) en febrero de 2002, donde remanentes del capítulo local fueron responsables de organizar acciones contra el Foro Económico Mundial que contaron con entre 15 000 a 20 000 personas. NYC-DAN luego fue eclipsada por La Coalición Otro Mundo es Posible,  The Another World is Possible Coalition (AWIP), un red local de Nueva York que estaba formada originalmente por miembros de la DAN.
Desde la desaparición de la DAN, varios de los activistas integrantes han ido a realizar roles importantes en movilizaciones regionales y nacionales, también en grupos incluyendo organizaciones antiguerra, Acción Global de los Pueblos de NYC, la Alianza Anarquista del Metro de Nueva York, el Foro Social de NYC y otras actividades organizacionales.
Los websites de la DAN ya no tienen mantenimiento.

## Relacionado
- Batalla de Seattle
- Red social
- Antiglobalización
- Bloque negro
- Indymedia

- Datos: Q5280251